# Florian Toncar

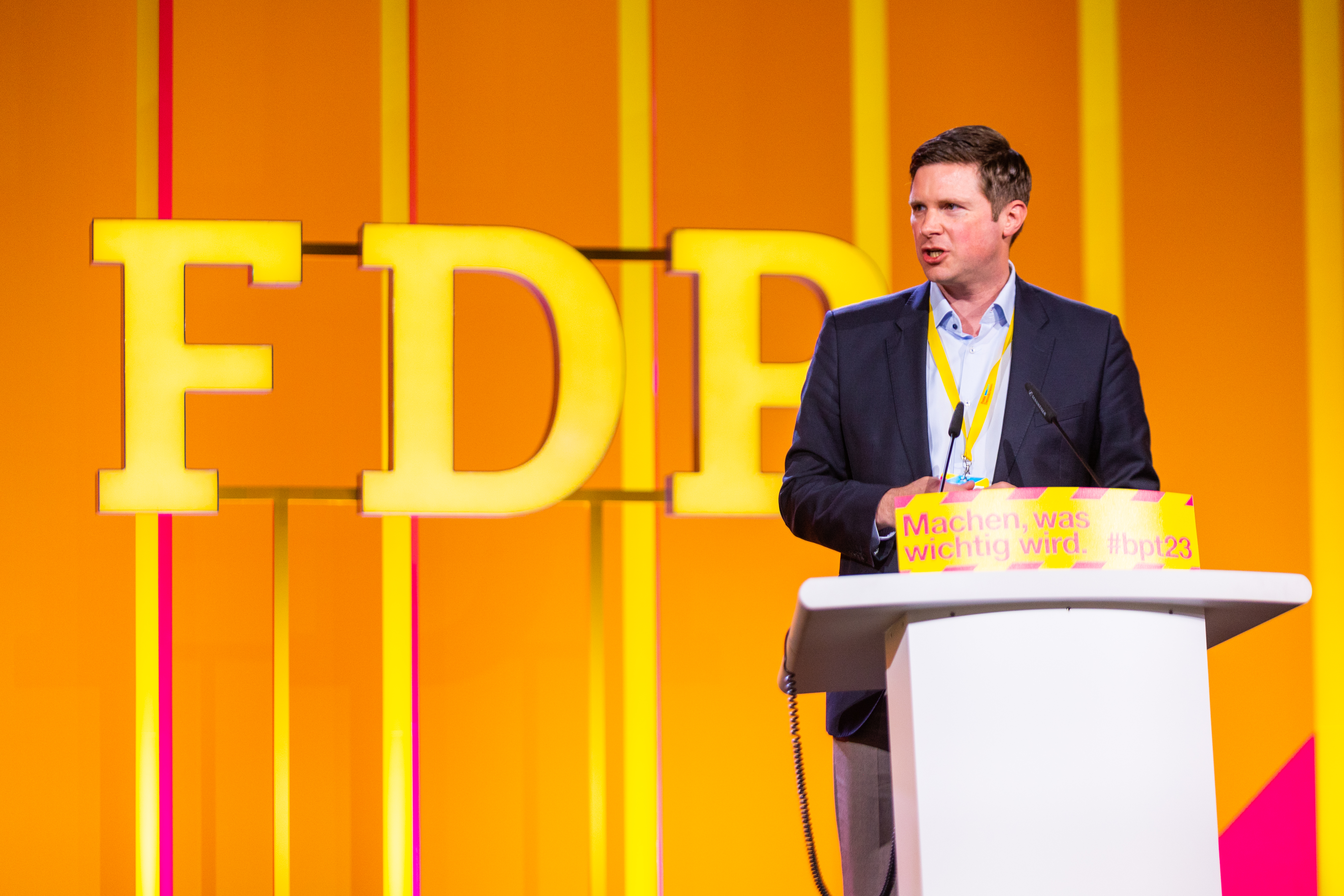
Florian Toncar auf dem FDP Bundesparteitag (2023)

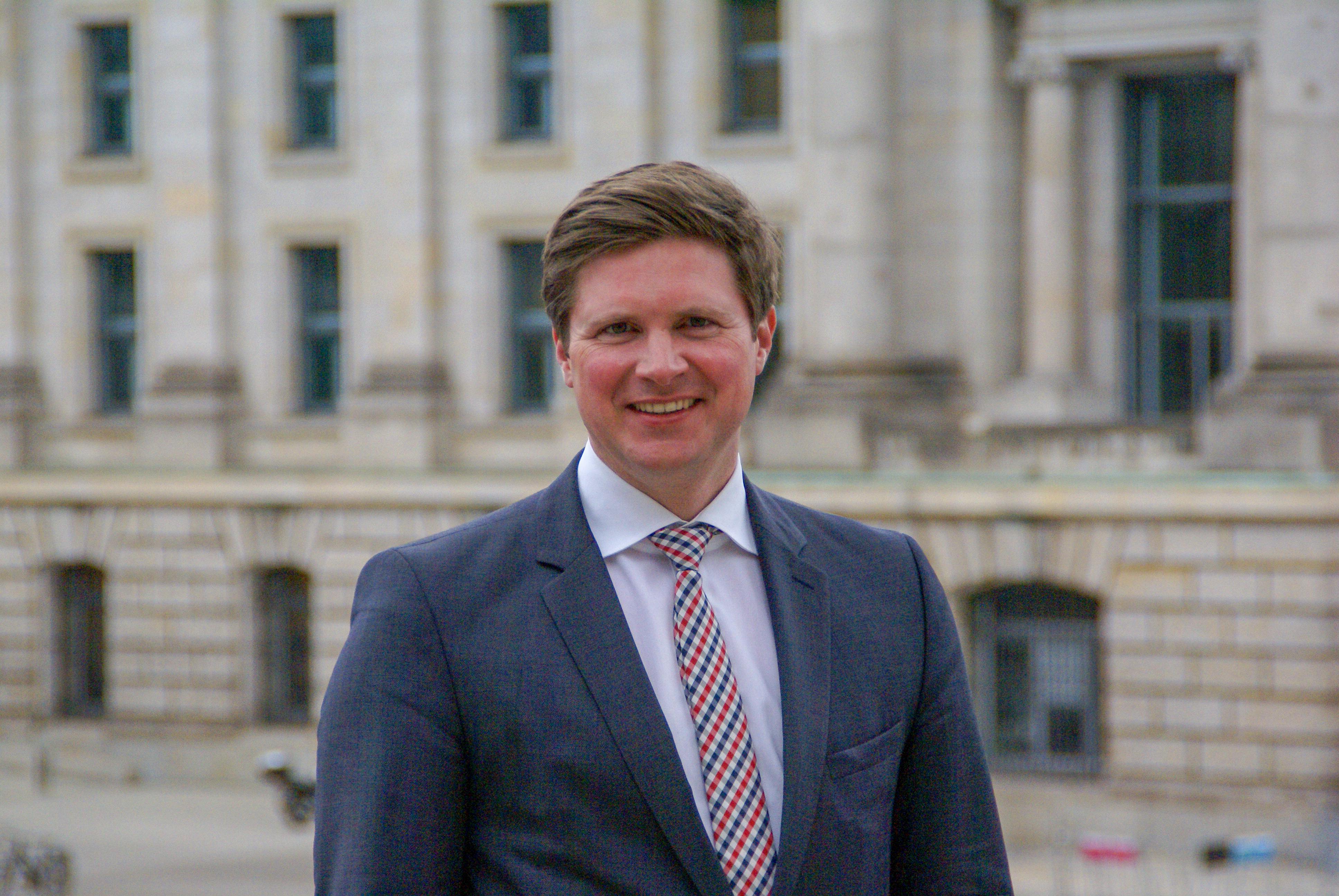
Florian Toncar (2019)

Florian Toncar (* 18. Oktober 1979 in Hamburg) ist ein deutscher Politiker (FDP) und Rechtsanwalt. Er war von 2005 bis 2013 und von 2017 bis 2025 Mitglied des Deutschen Bundestages. Von Dezember 2021 bis November 2024 war er Parlamentarischer Staatssekretär beim Bundesminister der Finanzen.

## Leben und Beruf
Nach seinem Abitur 1999 auf dem Goldberg-Gymnasium in Sindelfingen leistete Toncar zunächst im Fernmelderegiment 220 in Donauwörth den Grundwehrdienst ab und studierte ab 2000 Rechtswissenschaft in Regensburg. 2001 bis 2005 war er Stipendiat der Friedrich-Naumann-Stiftung. Von 2002 bis 2003 studierte Toncar in Cambridge, anschließend in Heidelberg. Nach dem Ersten juristischen Staatsexamen 2005  und Referendariat am Landgericht Stuttgart legte er 2007 das Zweite Staatsexamen ab. Im Oktober 2012 schloss er seine Promotion bei Wernhard Möschel an der Eberhard-Karls-Universität Tübingen erfolgreich ab. Seine juristische Doktorarbeit trägt den Titel Die Rule of Reason-Analyse vertikaler Mindestpreisbindungen im US-Kartellrecht. Seit 2009 ist er Rechtsanwalt mit dem Schwerpunkt Banken- und Finanzaufsicht und war von März 2014 bis Oktober 2017 für die internationale Wirtschaftskanzlei Freshfields Bruckhaus Deringer tätig.
Toncar ist evangelisch, verheiratet und Vater von drei Kindern.

## Partei
Toncar trat 1998 in die FDP ein. Von 1998 bis 2014 gehörte der dem FDP-Kreisvorstand Böblingen und von 2003 bis 2011 und wieder seit 2015 dem FDP-Bezirksvorstand Region Stuttgart an. Von 2003 bis 2006 war er Landesvorsitzender der Jungen Liberalen in Baden-Württemberg. Von 2008 bis 2014 war er Vorsitzender des FDP-Kreisverbandes Böblingen und von 2009 bis 2014 Kreisrat im Landkreis Böblingen und von 2009 bis 2011 stellvertretender Bezirksvorsitzender des FDP-Bezirksverbandes Region Stuttgart. 2011 wurde er zum stellvertretenden Landesvorsitzenden der FDP Baden-Württemberg gewählt. Dieses Amt hatte er bis 2. November 2013 inne. Toncar war 2010 bis 2012 Mitglied der Grundsatzprogramm-Kommission der FDP. Außerdem war Mitglied der Programmkommission für die Bundestagswahl 2013 und  für die Europawahl 2019. Seit 2017 ist er Vorsitzender des Landesfachausschusses für Innen- und Rechtspolitik der FDP Baden-Württemberg. Auf dem 71. ordentlichen Bundesparteitag, am 19. September 2020, wurde Toncar als Beisitzer in den Bundesvorstand der Freien Demokraten nachgewählt.

## Abgeordneter und Staatssekretär
Von 2005 bis 2013 war Toncar Mitglied des Deutschen Bundestages. In der 16. Wahlperiode war er Sprecher für Menschenrechte und humanitäre Hilfe der FDP-Bundestagsfraktion und ordentliches Mitglied des Finanzmarktgremiums.
2009 zog Toncar wie bereits 2005 über die Landesliste Baden-Württemberg in den Deutschen Bundestag ein.
In der 17. Wahlperiode war er ordentliches Mitglied im Haushaltsausschuss. Bei den Beratungen der Bundeshaushalte 2010 und 2011 war er für die FDP-Fraktion für die Etats des Innenministeriums, des Familienministeriums, des Justizministeriums und des Bundesverfassungsgerichts zuständig. Ab den Beratungen des Bundeshaushalts 2012 war er für die Etats des Innenministeriums, des Familienministeriums und des Wirtschaftsministeriums zuständig. Darüber hinaus war Toncar in dieser Wahlperiode der Vorsitzende des Finanzmarktgremiums. In der deutsch-israelischen Parlamentariergruppe war Toncar stellvertretender Vorsitzender. Er war Mitglied der Europa-Union Parlamentariergruppe Deutscher Bundestag.
Am 10. Mai 2011 wurde Toncar von der FDP-Bundestagsfraktion zum stellvertretenden Fraktionsvorsitzenden gewählt. In der FDP-Fraktion war er darüber hinaus von 2009 bis 2013 stellvertretender Vorsitzender der FDP-Landesgruppe Baden-Württemberg.
Durch das Scheitern der FDP bei der Bundestagswahl 2013 an der Fünf-Prozent-Hürde war er im 18. Bundestag nicht vertreten.
Die Wahlkreiskonferenz der FDP im Bundestagswahlkreis Böblingen nominierte Toncar im Juli 2016 wie bereits 2005, 2009 und 2013 zu ihrem Bundestagskandidaten für die Bundestagswahl 2017. Die Landesvertreterversammlung der FDP Baden-Württemberg wählte ihn am 19. November 2016 auf Platz 5 der Landesliste. Dieser Platz reichte im September 2017 für den Einzug in den 19. Deutschen Bundestag. Toncar war von 2017 bis 2021 einer von drei Parlamentarischen Geschäftsführern der FDP-Bundestagsfraktion. Zudem gehörte er dem Finanzausschuss des Deutschen Bundestages an und war finanzpolitischer Sprecher seiner Fraktion. Darüber hinaus war er Mitglied des Ältestenrates und stellvertretender Vorsitzender des Ausschusses für Wahlprüfung, Immunität und Geschäftsordnung. Außerdem war er stellvertretender Vorsitzender der deutsch-britischen Parlamentariergruppe. Er gehörte als stellvertretendes Mitglied dem Vermittlungsausschuss, dem Wahlausschuss sowie dem Ausschuss für Inneres und Heimat an. Im Oktober 2020 wurde Toncar Mitglied und Obmann im 3. Untersuchungsausschuss der 19. Wahlperiode des Deutschen Bundestages, welcher sich mit der Aufklärung rund um den Bilanzskandal der Wirecard AG beschäftigt.
Am 7. Juli 2020 nominierte ihn die Wahlkreiskonferenz der FDP im Bundestagswahlkreis Böblingen einstimmig erneut zu ihrem Kandidaten für die Bundestagswahl 2021. Auf der Landesvertreterversammlung der FDP Baden-Württemberg, am 17. Oktober 2020 in Friedrichshafen, wurde Toncar – wie die beiden letzten Male – auf Platz 5 der Landesliste gewählt und kam darüber wieder in den Bundestag.
Vom 8. Dezember 2021 bis zum 7. November 2024 war er Parlamentarischer Staatssekretär für die Themen Haushalt, Finanzmarkt und Europa beim Bundesminister der Finanzen, Christian Lindner. Aufgrund des Auseinanderbrechens der Ampelkoalition wurde sein zuständiger Bundesminister Lindner von Bundespräsident Frank-Walter Steinmeier am 7. November 2024 entlassen, womit auch seine Amtszeit als Parlamentarischer Staatssekretär endete.
Bei der Bundestagswahl 2025 scheiterte die FDP an der Fünf-Prozent-Hürde, daher schied Toncar aus dem Parlament aus.